# Лукавка (Люблінське воєводство)
Лукавка (пол. Łukawka) — село в Польщі, у гміні Баранів Пулавського повіту Люблінського воєводства.
Населення — 205 осіб (2011).

## Демографія
Демографічна структура станом на 31 березня 2011 року:
|          | Загалом | Допрацездатний вік | Працездатний вік | Постпрацездатний вік |
| -------- | ------- | ------------------ | ---------------- | -------------------- |
| Чоловіки | 108     | 15                 | 75               | 18                   |
| Жінки    | 97      | 16                 | 43               | 38                   |
| Разом    | 205     | 31                 | 118              | 56                   |